# Club Náutico Les Basetes
El A.D. Club Náutico Les Basetes es un club náutico situado en la bahía de les basetes, entre los municipios de Benisa y Calpe, en la provincia de Alicante (España). Cuenta con 80 amarres deportivos, para una eslora máxima permitida de 8 metros, siendo su calado en bocana de 4 m. Tiene otorgado el distintivo de Bandera Azul desde 2001 y está certificado con los Sistema de Calidad y Medio Ambiente según normas ISO 9001 e ISO 14001 desde el año 2004.

## Historia
El club tiene sus comienzos en 1969, tras la concesión administrativa pertinente para la construcción de una dársena deportiva y un edificio social. Se inauguró en 1973, al finalizar las obras de construcción.

## Instalaciones
Cuenta con instalaciones accesibles, como 2 aparcamientos y Aseo accesible, servicios de amarre y marina seca, servicios de Taller y recogida de residuos peligrosos, rampa, información meteorológica, webcam de la agencia valencia de turismo con imágenes en directo. En la planta baja se encuentra el Centro de buceo Les Basetes, Escuela de vela las Antípodas, Bar Coral Beach, aseos, duchas, aseo accesible y local social. En planta alta se accede al Restaurante, Oficinas, Marinería, aseos  y otros. Junto al club náutico se encuentra una cala preciosa donde se pueden practicar todo tipo de deportes de vela ideal para niños y adultos.

## Distancias a puertos cercanos
Situado entre el Real Club Náutico de Calpe y el Club Náutico de Moraira. Por la carretera de la costa llamada Carretera Calpe-Moraira en el KM.2 se encuentra a la derecha el acceso a este club náutico.

## Actividad deportiva
Escuela de vela, windsurf, catamarán, kayaks, wake-surf, escuela, tienda náutica, alquiler de material, etc.
Centro de buceo, bautismo de mar en la playa de les Basetes, salidas nocturnas, salidas al Peñon d´ifach etc.